# Prima di morire addio
Prima di morire addio (titolo in lingua originale Ceux qui vont mourir te saluent, traduzione del latino Morituri te salutant)) è un romanzo poliziesco del 1994 della scrittrice francese Fred Vargas, ambientato a Roma e che ha come protagonista Richard Valence.
Il romanzo è stato pubblicato per la prima volta in Francia nel 1994 dall'editore Hamy, poi tradotto e pubblicato in Italia nel 2010, da Einaudi.

## Trama
Furti alla Biblioteca Vaticana in Vaticano. Forse un omicidio collegato ai furti. La polizia italiana non sa che pesci pigliare e così viene chiamato da Parigi il famoso detective Richard Valence che brancolerà nel buio fino a quando il commissario (italiano) Ruggieri non gli offrirà la soluzione su un piatto d'argento. Comprende una quasi storia d'amore.

## Edizioni
- Fred Vargas, Prima di morire addio, traduzione di Margherita Botto, collana Stile libero Big, Einaudi, 2010,  p. 196, ISBN 978-88-06-18232-8.